# Tiumen
Tyumen (ru. Тюмень) este un oraș din Regiunea Tiumen, Federația Rusă și are o populație de 510.719 locuitori. Tyumen a fost înființat în 1586, în cadrul expansiunii ruse spre est.  

## Geografie

### Climat
| Date climatice pentru Tiumen  | Date climatice pentru Tiumen | Date climatice pentru Tiumen | Date climatice pentru Tiumen | Date climatice pentru Tiumen | Date climatice pentru Tiumen | Date climatice pentru Tiumen | Date climatice pentru Tiumen | Date climatice pentru Tiumen | Date climatice pentru Tiumen | Date climatice pentru Tiumen | Date climatice pentru Tiumen | Date climatice pentru Tiumen | Date climatice pentru Tiumen |
| Luna                          | Ian                          | Feb                          | Mar                          | Apr                          | Mai                          | Iun                          | Iul                          | Aug                          | Sep                          | Oct                          | Nov                          | Dec                          | Anual                        |
| ----------------------------- | ---------------------------- | ---------------------------- | ---------------------------- | ---------------------------- | ---------------------------- | ---------------------------- | ---------------------------- | ---------------------------- | ---------------------------- | ---------------------------- | ---------------------------- | ---------------------------- | ---------------------------- |
| Maxima medie °C (°F)          | −11.1 (12)                   | −8 (17,6)                    | 0.0 (32)                     | 9.7 (49,5)                   | 17.9 (64,2)                  | 23.3 (73,9)                  | 24.4 (75,9)                  | 21.4 (70,5)                  | 15.0 (59)                    | 7.1 (44,8)                   | −3.5 (25,7)                  | −9.1 (15,6)                  | 7,3 (45,1)                   |
| Media zilnică °C (°F)         | −15.4 (4,3)                  | −13.1 (8,4)                  | −5.3 (22,5)                  | 4.4 (39,9)                   | 11.7 (53,1)                  | 17.3 (63,1)                  | 18.9 (66)                    | 16.2 (61,2)                  | 10.3 (50,5)                  | 3.3 (37,9)                   | −7 (19,4)                    | −13 (8,6)                    | 2,4 (36,3)                   |
| Minima medie °C (°F)          | −19.6 (−3.3)                 | −18.1 (−0.6)                 | −10.5 (13,1)                 | −1 (30,2)                    | 5.4 (41,7)                   | 11.3 (52,3)                  | 13.4 (56,1)                  | 11.0 (51,8)                  | 5.5 (41,9)                   | −0.6 (30,9)                  | −10.4 (13,3)                 | −16.8 (1,8)                  | −2,5 (27,5)                  |
| Minima istorică °C (°F)       | −41.1 (−42.0)                | −38.9 (−38.0)                | −32.7 (−26.9)                | −21.9 (−7.4)                 | −9.9 (14,2)                  | −1.9 (28,6)                  | 2.8 (37)                     | −0.1 (31,8)                  | −5.6 (21,9)                  | −19.2 (−2.6)                 | −36.7 (−34.1)                | −44 (−47.2)                  | −44 (−47,2)                  |
| Precipitații mm (inches)      | 23.0 (0.906)                 | 14.8 (0.583)                 | 17.8 (0.701)                 | 25.4 (1)                     | 42.2 (1.661)                 | 56.3 (2.217)                 | 88.9 (3.5)                   | 55.8 (2.197)                 | 53.8 (2.118)                 | 37.4 (1.472)                 | 37.0 (1.457)                 | 25.8 (1.016)                 | 478,2 (18,827)               |
| Sursă: Погода и климат Тюмени |                              |                              |                              |                              |                              |                              |                              |                              |                              |                              |                              |                              |                              |

## Personalități născute aici
- Iuri Guleaev (1930 - 1986), cântăreț.